# Autonomia Wileńszczyzny

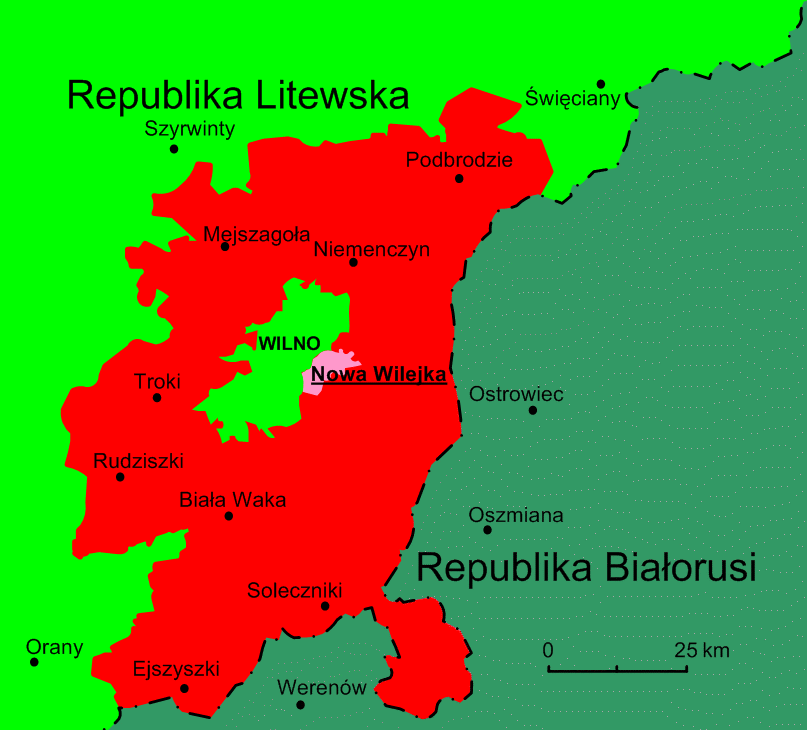
Autonomia Wileńszczyzny (projekt)

Autonomia Wileńszczyzny – projekt autonomicznej jednostki administracyjnej na Litwie, na Wileńszczyźnie, w większości zamieszkanej przez Polaków.

## Idea i początki
Po raz pierwszy idea autonomii tej części byłych Kresów II Rzeczypospolitej, na których pomimo zsyłek, przymusowych wysiedleń i masowych mordów (zbrodnia w Ponarach) Polacy nadal stanowili większość lub znaczny odsetek ludności pojawiła się jesienią 1989 roku. W owym czasie deputowani do Rady Najwyższej ZSRR Jan Ciechanowicz i Anicet Brodawski wysunęli propozycję powołania Republiki Wschodniej Polski na Kresach północno-wschodnich. Powołana z inicjatywy Jana Ciechanowicza Polska Partia Praw Człowieka w swoim programie miała postulat powołania Wschodniopolskiej Socjalistycznej Republiki Radzieckiej obejmującej tereny należące przed 17 września 1939 roku do II RP (de iure do 5 lutego 1946 r.). W związku z tymi pomysłami wysuwano również żądanie uznania prawa do repatriacji dla Polaków wysiedlonych po 1937 roku do RFSRR i Kazachstanu na dawne tereny polskie.
W późniejszym czasie polska republika miała obejmować Grodzieńszczyznę oraz białoruską i litewską część Wileńszczyzny. Nigdzie nie wskazano jednak jej granic. Pozwoliłoby to skupić na jednym obszarze obejmującym pas od Grodna do granicy łotewskiej około 1,5 miliona Polaków i osób polskiego pochodzenia, którzy w przypadku niepodległości Litwy zostaliby podzieleni nieistniejącą w tej przestrzeni nigdy wcześniej granicą państwową (granice wewnętrzne w ZSRR miały charakter tylko administracyjny). Władze ZSRR z Michaiłem Gorbaczowem, sprzeciwiając się litewskim dążeniom niepodległościowym, wskazywały, że Litwa może być niezależna, ale w granicach sprzed II wojny światowej, a zatem bez Wileńszczyzny i Kłajpedy. Z tych też względów idea autonomii i popieranie Polaków było użyteczne politycznie dla władz ZSRR. Także koła nacjonalistyczne na Białorusi zabiegały o włączenie części lub całej Wileńszczyzny litewskiej do swojej republiki, co byłoby z punku widzenia miejscowych Polaków lepszym rozwiązaniem niż utworzenie sztucznej geograficznie i historycznie granicy państwowej dzielącej obszar etnicznie polski.
Pomimo że część nacjonalistów litewskich gotowa była za cenę niepodległości zaakceptować powrót do granic przedwojennych (Vytautas Landsbergis) to słabnięcie władzy i wreszcie rzeczywisty rozpad ZSRR oraz poparcie dla niepodległości Litwy przez część miejscowych Polaków, na co naciskały posolidarnościowe elity z Polski (Grzegorz Kostrzewa-Zorbas), spowodowało, że budowa autonomii w pierwotnym kształcie przestała być realna.
Polacy skupieni w najstarszej (powstała przed Sąjūdisem) niezależnej organizacji na Litwie, Związku Polaków na Litwie (ZPL), jednoznacznie podczas I zjazdu poparli niepodległość Litwy: „Dobro Litwy jest naszym wspólnym celem! Za wolność Naszą i Waszą”. Do autonomii prowadziły dwie drogi. Jedna we współpracy z Litwinami (autonomia od góry), którą poszedł ZPL i druga, realizowana oddolnie przez lokalnych działaczy wywodzących się z KPZR (Jan Ciechanowicz, Czesław Wysocki z Solecznik).
Liderzy ZPL wiązali duże nadzieje na zapewnienie praw mniejszości polskiej od góry przez nowe władze litewskie, w czym utwierdziła ich uchwała parlamentu w Wilnie ze stycznia 1990 roku, w której zobowiązano rząd litewski do przygotowania projektu polskiej jednostki terytorialnej do 31 maja 1990 roku. Ważyły się w owym czasie losy całego ZSRR, a Litwa przygotowywała się do ogłoszenia niepodległości. Po deklaracji niepodległości 11 marca 1990 roku problem polski przestał mieć znaczenie i sprawę zaczęto przeciągać, by wreszcie nigdy uchwały nie zrealizować.
Po styczniowej uchwale parlamentu litewskiego polscy liderzy powołali Radę Koordynacyjną dla utworzenia polskiej jednostki terytorialnej w składzie Litwy, na bazie dwóch rejonów (wileńskiego i solecznickiego). W skład Rady Koordynacyjnej wchodzili radni różnych szczebli – gminy, miasta, rejonu i deputowani republikańscy, a więc każdy z nich posiadał mandat społeczny. Z czasem licząca 60 osób Rada Koordynacyjna wyłoniła prezydium, w skład którego weszli deputowani do parlamentu Litwy.